# Benjaman Kyle
Benjaman Kyle este un pseudonim adoptat de un bărbat ce are amnezie disociativă. Benjaman a fost descoperit inconștient pe 31 august 2004, în Richmond Hill, Georgia, USA, și se crede că are aproximativ 64 de ani. Neavând un cod numeric personal, Benjaman nu a putut găsi un loc de muncă. El este singurul cetățean american catalogat ca dispărut în ciudă faptului că locația lui este cunoscută.

## Amintiri
Kyle are amintiri din Indianapolis de pe vremea când era copil, precum Soldiers' and Sailors' Monument , Indiana Theatre și Catedrala de rit scoțian din Indianapolis. De asemenea îi amintește sendvișurile de 25 de cenți și laptele de 5 cenți de la Indiana State Fair. Aceste amintiri din Indianapolis îl plasează undeva între 1954 și 1963.  
În timpul unui interviu de pe 16 octombrie 2008, la emisiunea lui Dr. Phil Mcgraw, Kyle și-a reamintit câteva detalii minore din trecut, precum faptul că avea frați, este cu 10 ani mai bătrân decât Michael Jackson (această amintire dându-i posibila data nașterii 29 august 1948), stând sau lucrând lângă echipamente sau unelte culinare și faptul că a mers la o școală catolică. Prin hipnoză, acesta și-a adus aminte un cod numeric personal parțial 3X5-44-XXXX, asemănător cu codurile atribuite statelor Wisconsin, Michigan, Illinois și Indiana în anii 1960. 
Benjaman Kyle deține cunoștințe neobișnuite despre modul de operare a restaurantelor și folosirea echipamentelor de preparare a mâncării, aducând la cunoștință faptul că ar fi putut lucra în această industrie înainte. 

## Încercările de a-și descoperi identitatea
Au fost făcute numeroase încercări pentru identificarea lui Kyle, dar până în acest moment niciuna nu a fost de succes. Printre acestea se numără: 
- Compararea amprentelor cu baza de data a FBI.
- Compararea amprentelor cu bază de date a tuturor muncitorilor de stat și a personalului militar.
- Compararea faciala cu bază de data a Indiană Bureau of Motor Vehicles pentru indivizii ce au obținut un permis de conducere din 1998 până în prezent.
- Hipnoză.
- O apariție la emisiunea Dr. Phil, 16 octombrie 2008.
- Un test Y-DNA prin Centrul de Identificare Umană la Universitatea din Texas.
- O căutare prin bazele de date Y-DNA online, precum Ybase.org, Ysearch.org, smgf.org.
- Postări pe rețelele cu persoane dispărute.
- Piste de la persoanele ce par să îl cunoască pe Kyle din ziare și postări online.